# Ange Le Strat
Pour les articles homonymes, voir Strat.
Ange Le Strat (né le 18 février 1918 à Inguiniel et mort le 8 décembre 1999 à Morlaix) est un coureur cycliste français. Professionnel entre 1943 et 1960, il a notamment remporté Bordeaux-Paris en 1948.

## Biographie
Avant de passer professionnel, Ange Le Strat remporte, dès 1937, à 19 ans, la classique Paris-Montereau. L'année suivante, il devient champion de France des sociétés et termine cinquième du championnat de France amateurs. En 1939, il prend la deuxième place de Paris-Chamarande et la 13e de Manche-Océan.
Pendant la Seconde Guerre mondiale, il part s'installer à Paris et termine deuxième du Trophée de Longchamps en 1940, troisième du Critérium des As en 1941 et de Paris-Évreux en 1942. Il passe professionnel en 1943 et termine troisième du Grand Prix Cyclo-Sport à Paris mais également quatrième du Critérium des Aiglons. L'année suivante, il prend la troisième place du Circuit de Joinville et la quatrième du Grand Prix de Seine-et-Marne. 
En 1945, il termine quatrième du Grand Prix de Lille, cinquième du Critérium de Villeneuve-Saint-Georges et seizième de Paris-Tours. Il s'impose sur le Grand Prix de Plouay 1946 et prend la quatrième place de Paris-Nice. L'année suivante, le Grand Prix de Saint-Léonard tombe dans son escarcelle, et il a le premier accessit sur Paris-Limoges et le Tour de l'Ouest, où il prend la deuxième place de la 7e étape. En juillet, il dispute le Tour de France pour le compte de l'équipe de l'Ouest dont le leader est Jean Robic et prend une 33e place au classement final. 
En 1948, il réalise une belle saison en obtenant des victoires à Ploërdut, sur Paris-Clermont-Ferrand, sur 2 épreuves derrière derny, à Limoges et Vienne, mais surtout sur la prestigieuse classique Bordeaux-Paris. Cette même année, il prend la troisième place du critérium de Pau, la 6e de Paris-Camembert, la 7e du championnat de France, la 10e des Boucles de la Seine et la 11e du Tour de Corrèze. Sélectionné pour les championnats du monde, il ne termine pas l'épreuve. L'année suivante le voit terminer quatrième de Bordeaux-Paris, 6e du Critérium des As et par deux fois à la treizième place, d'abord sur le championnat de France puis sur Paris-Bruxelles. 
En 1950, le coureur breton s'impose sur Paris-Camembert et au Grand Prix de Calais, prend la 3e place du Grand Prix de l'Écho d'Alger, la 7e de Bordeaux-Paris, la 9e de Paris-Bruxelles, la 13e de Paris-Tours et la 22e du Tour de l'Ouest. 
Sa carrière sur route est alors mise entre parenthèses au profit d'une nouvelle carrière sur piste et en 1951, il termine à la 5e place du championnat de France de demi-fond et à la 8e en 1953. Il est sacré champion de France de demi-fond en 1954 et termine 6e du championnat du monde 1955. Toujours dans cette même discipline, il prend la deuxième place du championnat de France 1956 mais sera éliminé en série lors du championnat du monde. Pour l'anecdote, en 1955, il devient recordman du monde de l'heure derrière moto, sur piste couverte, avec 73,554 km.

## Palmarès

### Palmarès amateur
| - 1937 - Paris-Montereau - 1938 - Champion de France des sociétés - 1939 - 2e de Paris-Chamarande - 2e du championnat de France des sociétés | - 1940 - 2e du Trophée de Longchamp - 1942 - 3e de Paris-Évreux |

### Palmarès professionnel
| - 1946 - Grand Prix de Plouay - 4e de Paris-Nice - 1947 - 2e de Paris-Limoges - 2e du Tour de l'Ouest - 1948 - Bordeaux-Paris - Paris-Clermont-Ferrand | - 1949 - 4e de Bordeaux-Paris - 1950 - Paris-Camembert - 3e du Grand Prix de l'Écho d'Alger - 3e du Bol d'or - 7e de Bordeaux-Paris - 1954 - Champion de France d'hiver de demi-fond |

## Résultats sur les grands tours

### Tour de France
2 participations
- 1947 : 33e
- 1949 : non-partant (8e étape)